# Saint-Pierre-la-Bruyère
Saint-Pierre-la-Bruyère település Franciaországban, Orne megyében. Lakosainak száma 428 fő (2022. január 1.). Saint-Pierre-la-Bruyère Verrières, Nogent-le-Rotrou, Perche en Nocé és Sablons-sur-Huisne községekkel határos.

## Népesség
A település népessége az elmúlt években az alábbi módon változott:
| Lakosok száma | 447  | 453  | 452  | 438  | 431  | 431  | 431  | 433  | 428  |
|               | 2013 | 2015 | 2016 | 2017 | 2018 | 2019 | 2020 | 2021 | 2022 |